# 瑪裘瑞·芬利
瑪裘瑞·莫倫坎普·芬利（英語：Marjorie Moehlenkamp Finlay，1928年10月5日—2003年6月1日）是一位美國歌劇演唱家和電視名人。作為一名花腔女高音，芬利會在音樂會和歌劇上演出。她於1950年的一場才藝比賽中獲勝後，參與ABC的電台網節目《Music With the Girls》巡演。之後，她有自己的電視節目，並擔任波多黎各節目《El Show Pan-Americano》的司儀。芬利曾在南美洲巡演，並於墨西哥發行過一張專輯。她是歌手兼詞曲創作人泰勒·斯威夫特的外婆，〈瑪裘瑞〉和〈永恆〉即是斯威夫特獻給她的歌曲。

## 早期生活與學業
瑪裘瑞·莫倫坎普於1928年10月5日出生在田納西州曼菲斯，父母分別為：來自密蘇里州聖查爾斯的艾爾默·亨利·莫倫坎普（Elmer Henry Moehlenkamp，1897—1972），和來自阿肯色州的科拉·李·莫羅（Cora Lee Morrow，1900—1962）。她在聖查爾斯成長。她的三位父系曾祖父母來自德國，而莫倫坎普家族是虔誠的天主教徒。
1948年，芬利以獨唱者的身分在墨西哥高中的林登伍德晚禱唱詩班中表演。1949年，她獲得林登伍德大學的音樂學士學位。芬利還是音樂職業兄弟會Mu Phi Epsilon的成員。

## 職業生涯

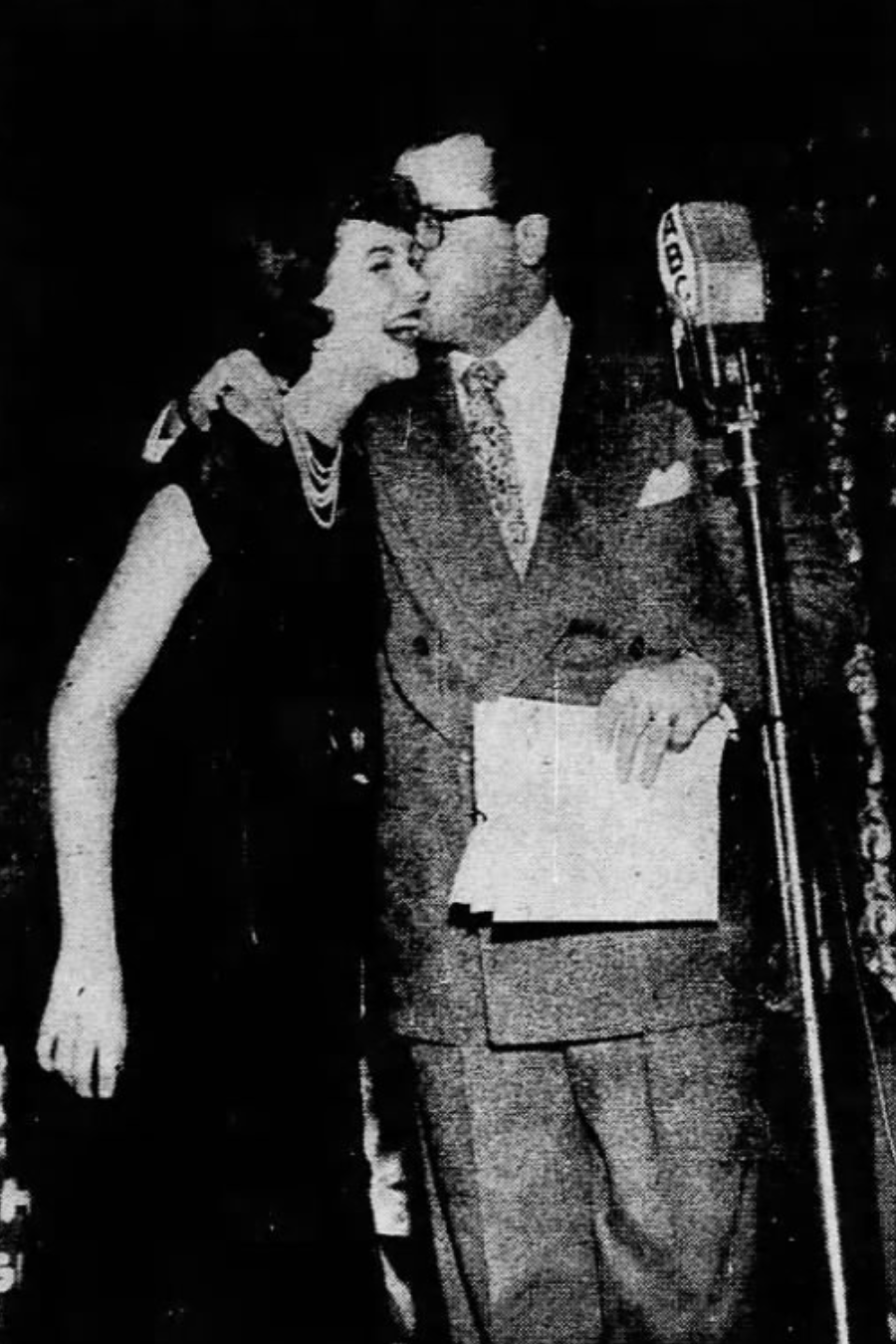
芬利於1950年2月與哈爾·弗里德里克斯（Hal Friedricks）合影，當時她剛在ABC的《Music With the Girls》才藝比賽中獲勝。

芬利曾在聖路易交響樂團於基爾禮堂舉辦的流行音樂會中表演。她也曾在聖胡安的晚餐俱樂部演出。1950年，芬利在聖路易的船伕國家銀行（Boatmen's National Bank）擔任接待人員。並於ABC電台網節目《Music With the Girls》的才藝比賽中獲勝。這為她贏得一個電台演出機會，隨後她在電台節目中進行為期15個月的巡演。1951年夏天，芬利在波克夏音樂中心（今坦格活德音樂中心）學習，隨後在音樂家埃德溫·麥克阿瑟的建議下移居紐約繼續深造。後來，她搬到波多黎各，在那裡她擁有自己的電視節目，並於音樂會、歌劇和晚餐俱樂部演出，包括在聖胡安希爾頓酒店為期兩週的演出。
芬利曾擔任波多黎各桑圖爾塞APA-TV節目《El Show Pan-Americano》的司儀。她活躍於民間音樂組織Pro Arte Societies。據說她的西班牙語「糟糕」到讓觀眾感到有趣。她的電視節目會在每週播出六晚，並持續17個月。1962年，芬利在基爾禮堂舉辦的流行音樂會上表演。演出曲目除了流行歌曲之外，還包括《燕子》中的〈Fanciulla È Sbocciato L'Amore〉和〈珠寶歌〉。

## 私人生活
1952年3月22日，芬利在佛羅里達棕櫚灘與雷蒙建設公司（Raymond Construction Company）的總裁羅伯特·芬利（Robert Finlay）結婚。羅伯特是蘭斯洛特·喬治·芬利（Lancelot George Finlay）與埃莉諾·梅耶（Eleanor Mayer）的兒子，前者具有蘇格蘭血統。婚後，芬利跟隨丈夫搬到古巴哈瓦那，當時羅伯特的辦公室位在那裡，後來因政治動亂而搬到波多黎各。他們搬到卡拉卡斯後，才又帶著孩子們回到波多黎各桑圖爾塞。芬利於1957年生下艾莉森·芬利（Alison Finlay），1958年誕下安德莉亞·加德納·芬利（Andrea Gardner Finlay），後者是歌手泰勒·斯威夫特的母親。

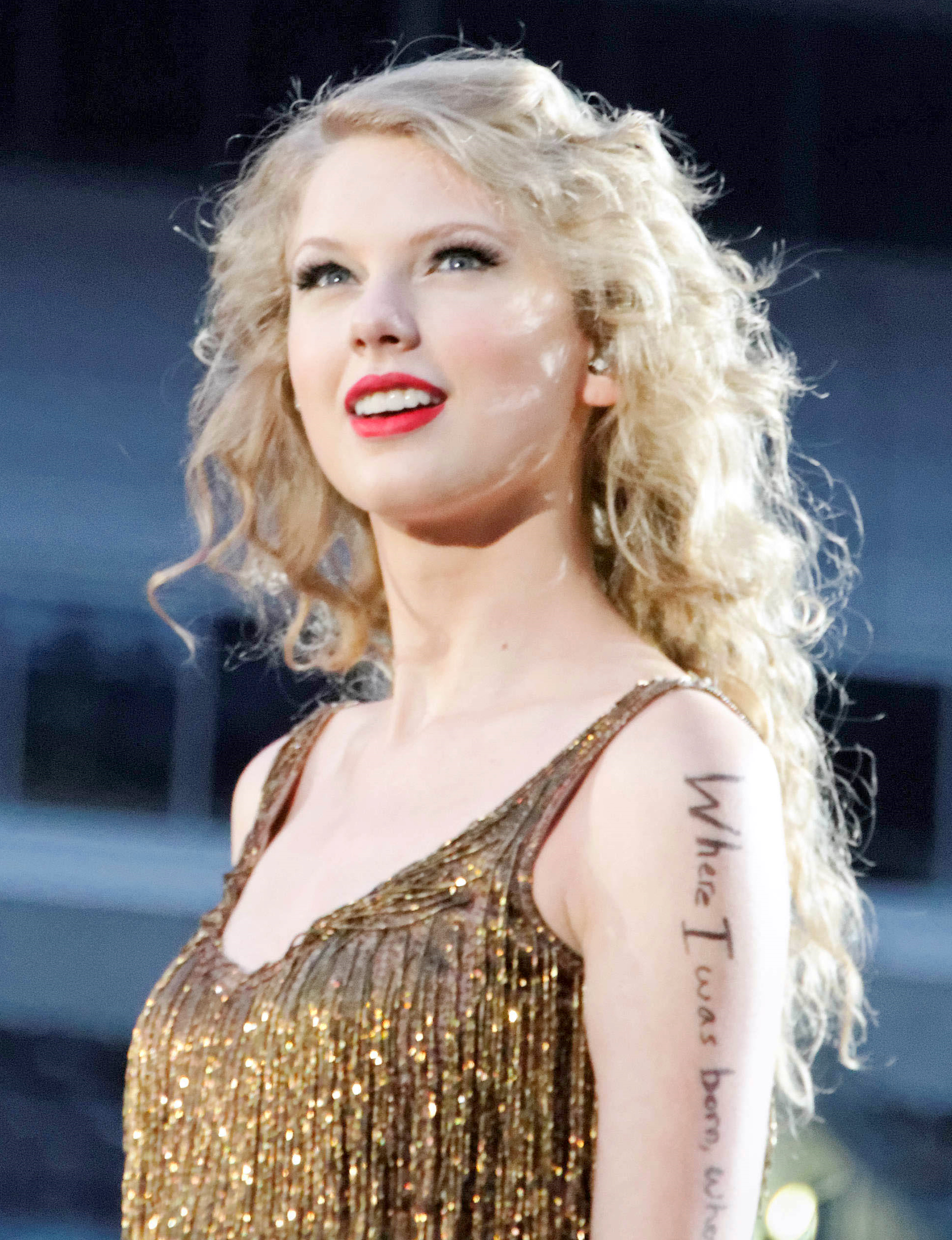
芬利的孫女泰勒·斯威夫特於2011年愛的告白世界巡迴演唱會。斯威夫特將她的音樂事業歸功於外婆激勵她勇於追求。

1960年代，芬利一家為了羅伯特的工作而移居新加坡，他們在那裡住了幾年。1968年11月，瑪裘瑞於新加坡維多利亞劇院演唱歌劇《被出賣的新嫁娘》（由捷克作曲家貝多伊齊·史麥塔納譜曲）並擔任女高音，連續五晚進行演出。

### 逝世與紀念
芬利於2003年6月1日因未公開的原因在賓夕法尼亞州雷丁逝世，享年74歲。
芬利的孫女泰勒·斯威夫特將她的音樂事業歸功於外婆激勵她勇於追求。斯威夫特於2015年音樂錄影帶〈狂野之夢〉中所扮演的角色，靈感即來自芬利。2020年，斯威夫特發行一首名為〈瑪裘瑞〉的歌曲，這首歌收錄在她的第九張錄音室專輯《恆久傳說》；斯威夫特在這首歌使用外婆的聲樂取樣作為合聲，以表達對外婆的敬意。歌詞版音樂錄影帶則包含芬利的照片與影片，其中有些是芬利與年幼的斯威夫特在一起的畫面。2022年，斯威夫特在〈反英雄〉的音樂錄影帶中加入一張芬利的照片。 
當斯威夫特重新錄製她的第三張錄音室專輯《愛的告白》時，她發行一首名為〈永恆〉的私藏曲目（原專輯未發行的歌曲）。歌詞版音樂錄影帶中包括芬利及其丈夫的多張照片，以及斯威夫特的爺爺、奶奶——蘿絲（Rose）和阿奇·迪恩·斯威夫特（Archie Dean Swift）的照片。
斯威夫特在時代巡迴演唱會中演唱縮短版〈瑪裘瑞〉。每當斯威夫特演唱這首歌時，粉絲們習慣開啟手機手電筒向芬利致敬，他們也經常拿著芬利的照片。

## 獎項與榮譽
| 年份 | 標題                                                | 備註 | 引文          |
| ---- | --------------------------------------------------- | --- | ------------- |
| 1949 | USD$200獎學金（相当于2024年的$2,643）               | 由《Music News》雜誌和芝加哥大都會音樂學院（Metropolitan School of Music in Chicago）主辦的全國音樂比賽 | [ 13 ] [ 30 ] |
| 1950 | ABC電台網節目《Music With the Girls》才藝比賽獲勝者 | 優勝者                                                                                                  | [ 9 ]         |
| 1961 | 傑出畢業生榮譽證書                                  | 由母校林登伍德大學頒發                                                                                  | [ 17 ] [ 31 ] |
| 1962 | 波多黎各空軍國民警衛隊榮譽上尉                      | 警衛隊隊員為她取綽號「madrina」（教母）                                                                 | [ 15 ] [ 17 ] |